# NGC 6745
NGC 6745，即UGC 11391，是一個距離地球約2.06億光年（6350萬秒差距）的不規則星系，在天球上位於天琴座。該星系實際上是碰撞中的三個星系。

## 概要
該系統中的三個星系在數億年前相碰撞。在經過較大的星系NGC 6745A之後，較小的星系NGC 6745B與A的距離正在拉長。較大的星系可能在碰撞前可能是螺旋星系，但在碰撞後結構被破壞，現在外觀看起來是特殊星系。由於恆星之間距離相當遙遠，兩星系互相碰撞時恆星不可能直接相撞。然而，兩星系內部的氣體、塵埃與磁場將在碰撞時直接交互作用。交互作用的結果可能是較小的星系將大量星际物质流入較大的星系中。

## 外部連結
维基共享资源上的相關多媒體資源：NGC 6745
- NGC 6745: The Astronomer's Story
- HubbleSite - NewsCenter - A Bird's Eye view of a Galaxy Collision（页面存档备份，存于）
- NASA Astronomy Picture of the Day: A Galaxy Collision in NGC 6745 (2 November 2000)